# .nl
.nl je vrhovna internetska domena (country code top-level domain - ccTLD) za Nizozemsku. Domenom upravlja SIDN.

## Vanjske poveznice
- IANA .nl whois informacija  Arhivirana inačica izvorne stranice od 21. kolovoza 2008. (Wayback Machine)